# 伊莉莎白·多米蒂安
伊莉莎白·多米蒂恩（英語：Elisabeth Domitien，1925年—2005年4月26日）是中非共和國在1975年至1976年期間的總理，她也是第一個和迄今唯一能夠在中非共和國穩定掌權的女性。

## 外部連結
- Artikel zum Tod Domitiens, 15. Mai 2005 (französisch)